# The Iron Heel
The Iron Heel è un cortometraggio muto del 1912 diretto da Archer MacMackin.

## Produzione
Il film fu prodotto dalla Essanay Film Manufacturing Company.

## Distribuzione
Distribuito dalla General Film Company, il film - un cortometraggio a una bobina - uscì nelle sale cinematografiche statunitensi il 29 novembre 1912. Nel Regno Unito, venne distribuito il 9 febbraio 1913.